# 哈利法克斯斯坦菲爾德國際機場

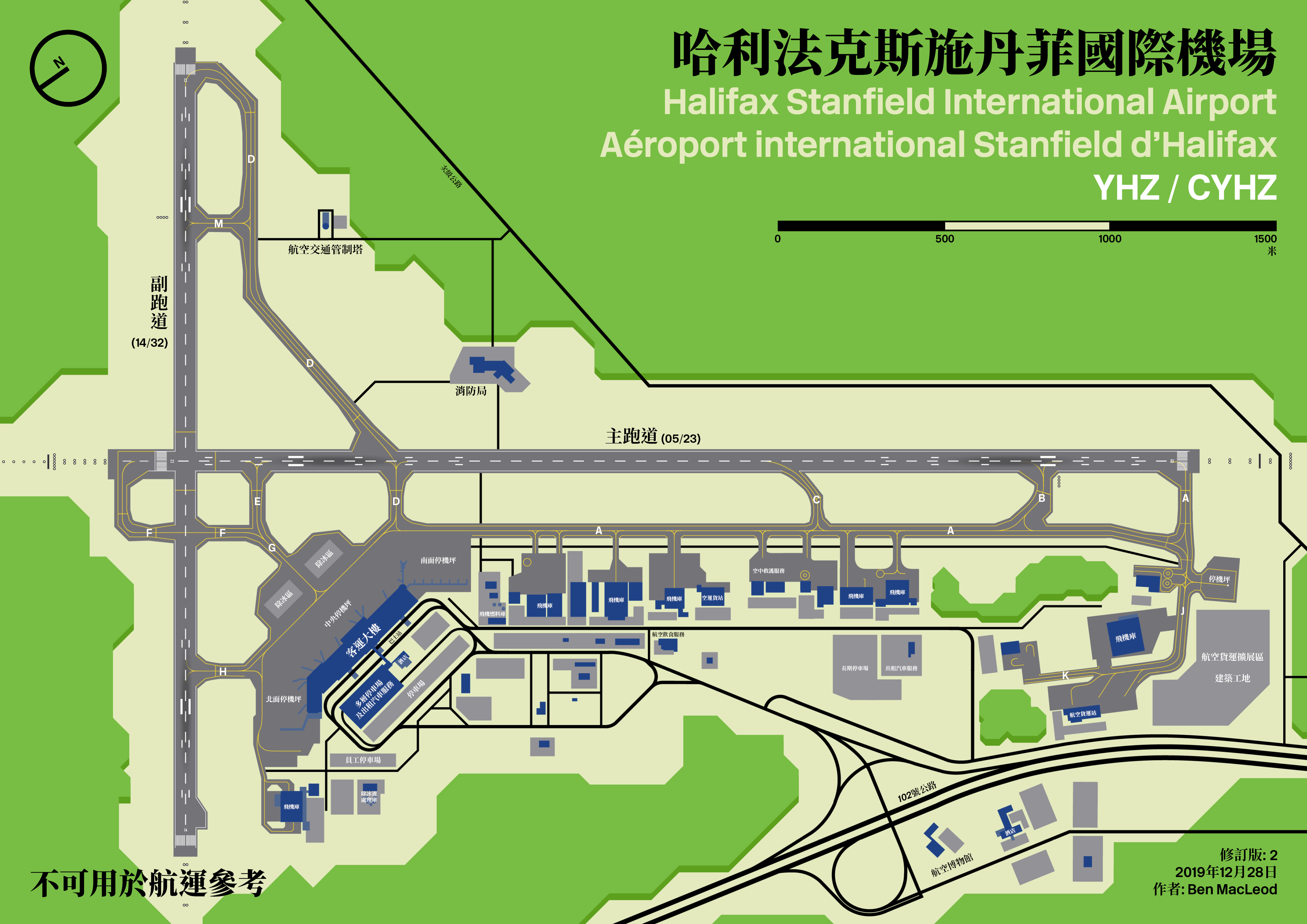
機場地圖

哈利法克斯罗伯特·洛恩·斯坦菲尔德国际机场是加拿大新斯科舍省省会哈利法克斯的国际机场，是该国第六繁忙的机场（按乘客数量计算），以前新斯科舍省省长罗伯特·洛恩·斯坦菲尔德的名字命名。该机场主要服务加拿大新斯科舍省以及加拿大海洋省份的邻近地区。
机场自建成以来由加拿大交通部拥有，2010年起由哈利法克斯国际机场管理局负责运营。哈利法克斯机场是CanJet的总部所在地。2020年，机场旅客吞吐量3,107,425人次。2018年，起降航班83,183架次，是加拿大快运航空等航空公司的枢纽机场。

## 歷史

### 建設和早年
新機場的建設始於1955年11月。跑道由哈利法克斯的Diamond Construction建造。現代主義航站樓由Gilleland和Strutt設計，該建築公司之前曾在渥太華設計了一個外觀相似的航站樓。
新機場於1960年6月基本竣工，並於當月頒發了日間目視飛行規則 (VFR) 運行的臨時許可證。 1960 年的自治領日舉行了開幕晚會，同一天頒發了允許全面運營的許可證。 1960年8月1日凌晨4點50分，第一架飛機降落在那裡，維克斯子爵在蒙特利爾和紐芬蘭之間運行跨加拿大航空公司 400 航班。它是由哈利法克斯本地人 W.E. 駕駛的。巴恩斯。第一架海外航班一小時後抵達，從倫敦飛往蒙特利爾。該機場於1960年9月10日由交通部長喬治·希斯正式啟用。最終的建設成本約為1800萬美元。
在運營的最初幾十年中，乘客人數穩步增長。客運大樓於1966年進行了大幅翻修。1976年7月，一個5,000平方米（54,000平方英尺）的客運大樓擴建部分啟用，安裝了機場的前三個空中橋樑。到1990年，每年大約有2,500,000名乘客通過機場，而首次開放時則約為180,000名。交通部長喬治·希斯於1994年12月開放了一個400平方米（4,300平方英尺）的南部擴建項目，而登記區則於1998年擴大。
由於1994年宣布的國家機場政策，哈利法克斯國際機場管理局 (HIAA) 於1995年11月成立。機場的管理權於2000年2月1日正式從加拿大交通部移交給HIAA。

### 重新命名
在2003年12月新斯科舍省前總理兼官方反對黨聯邦領袖羅伯特·斯坦菲爾德去世後，新斯科舍省提出了幾項建議，以紀念這位廣受尊敬的政治家。 2005年初，機場管理委員會投票決定以斯坦菲爾德的名字重新命名航站樓。 航站樓在2005年9月9日舉行的儀式上正式重新命名，當時斯坦菲爾德家族在機場觀察層揭開了一塊黃銅紀念牌匾。
2007年2月9日，加拿大總理斯蒂芬·哈珀抵達機場，正式將整個設施從“哈利法克斯國際機場”更名為“哈利法克斯羅伯特·L·斯坦菲爾德國際機場”，以進一步向斯坦菲爾德致敬；當時，終端名稱被刪除並恢復到原來的狀態。

## 獎項
哈利法克斯國際機場在國際航空運輸協會 (IATA) 和國際機場理事會進行的2005年AETRA乘客滿意度調查中表現良好。該機場連續第二年被評為美洲最佳機場，連續第三年（全球）被評為年旅客少於 500 萬人次類別中的最佳機場，以及最佳國內機場連續第二年。
2007 年 3 月，該機場在阿拉伯聯合酋長國迪拜舉行的 2006 年國際機場理事會 (ACI) 服務質量獎中獲得兩項第一名。連續第四年，它在全球旅客人數不足 500 萬人次的機場中，旅客總體滿意度排名第一。此外，該機場在機場人獎新類別中排名美洲第一，在全球最佳國內機場類別中排名第二。
2010 年初，哈利法克斯斯坦菲爾德機場連續第七年被乘客評為世界最佳機場（500萬以下）。
2011 年，它在國際機場理事會頒發的機場服務質量獎中榮獲北美最佳機場第三名，以及在2至500萬乘客類別中按規模排名第三的最佳機場。

## 航点
| 航空公司            | 目的地 |
| ------------------- | --- |
| 加拿大航空          | 伦敦，蒙特利尔，渥太华，圣约翰斯，多伦多-皮尔逊 季节性： 坎昆，科科島，劳德代尔堡(南佛罗里达州)，蒙特哥湾，奥兰多，银港省，Punta Cana，Samaná，Santa Clara，Tampa，Varadero             |
| 加拿大快運航空      | 波士顿，Charlottetown，Deer Lake，Fredericton，Gander，Goose Bay，Moncton，蒙特利尔-特鲁多，渥太华，圣约翰，Saint John，悉尼                                                            |
| 加拿大胭脂航空      | 季节性： 卡尔加里 |
| Air Saint-Pierre    | Saint-Pierre |
| 加拿大越洋航空      | 季节性： 坎昆，Cayo Coco，Holguin，London–Gatwick，蒙特哥湾，奥兰多，Puerto Plata，Punta Cana，Santa Clara，Varadero                                                                    |
| Canadian North      | 季节性：Iqaluit，圣约翰 包机： 悉尼 |
| Condor              | 季节性： 法兰克福 |
| 达美航空            | 拉瓜迪亚 季节性： 亚特兰大，底特律 |
| 冰岛航空            | 季节性： 雷克雅未克 |
| 波特航空            | 蒙特利尔-特鲁多，渥太华，圣约翰 季节性： Stephenville |
| Provincial Airlines | Charlo |
| 陽翼航空            | 季节性： 坎昆，Cayo Coco，Freeport (Bahamas)，Holguin，Montego Bay，Orlando，Puerto Plata，Punta Cana，圣彼得堡-清水，Varadero                                                          |
| 美联航              | 芝加哥奥黑尔，纽瓦克 季节性： 华盛顿-杜勒斯 |
| 全美航空            | 费城 季节性： 华盛顿-里根 |
| 西捷航空            | 卡尔加里，圣约翰，多伦多-皮尔逊 季节性： 坎昆，Edmonton，勞德代爾堡，格拉斯哥（2015年5月29日开通）, 哈密尔顿，Montego Bay，奥兰多，渥太华，Punta Cana，Tampa                            |
| 西捷航空Encore      | 都柏林（2019年5月22日开通），Deer Lake（2019年7月15日开通），甘德（2019年7月15日开通）悉尼 (begins July 15，2015) 季节性： 渥太华（2019年7月15日开通），St. John's（2019年7月15日开通） |